# Gloucestrska stolnica
Gloucestrska stolnica ali stolnica sv. Petra in Svete in nedeljive Trojice v Gloucestru, Anglija, stoji na severnem delu mesta v bližini reke Severn. Nastala je leta 678 ali 679 z ustanovitvijo benediktinskega samostana in je bila posvečena svetemu Petru (samostan je razpustil kralj Henrik VIII. Angleški)

## Zgodovina

### Temelji
Temelje sedanje cerkve je položil opat Serlo (1072–1104). Walter Gloucester (r. 1412), zgodovinar opatije je postal njen prvi škof opat leta 1381. Do leta 1541 je Gloucester spadal v škofijo Worcester, vendar je bil ločen, z Johnom Wakeman, kot zadnjim opatom Tewkesbury in kot prvim škof. Škofija pokriva večji del Gloucestershirea, z majhnimi deli Herefordshirea in Wiltshirea. Stolnica ima stekleno okno z vitraži, ki kažejo najzgodnejše scene golfa. Izvira iz leta 1350, več kot 300 let prej, kot je prva podoba golfa iz Škotske.   Obstaja tudi vklesana podoba ljudi, ki igrajo igro z žogo, za nekateri katero verjamejo, da je ena izmed prvih slik srednjeveškega nogometa.

### Gradbena konstrukcija in arhitektura
Stolnica, zgrajena kot samostanska cerkev, je sestavljena iz normanskega jedra (tam je pokopan  Walter de Lacy, normanski plemič, ki je prišel v Anglijo leta 1066, prejel zemljišča v Herefordshire in Shropshire in služili kralju Viljemu I.; umrl je leta 1085, en sin je postal opat) z dodatki v vseh slogih angleške gotske arhitekture. Je 130 m dolga in 44 m široka, z osrednjim stolpom iz 15. stoletja, ki doseže višino 69 m in ima štiri imenitne stolpiče (fiale). Cerkvena ladja je ogromna normanska s stropom iz obdobja zgodnje angleške gotike. Pod korom je kripta, cerkev ima stranski ladji in normanske kapele, kot tudi kapiteljska dvorana. Kripta je ena od štirih apsidialnih stolničnih grobnic v Angliji, druge so še v Worcesteru, Winchesteru in Canterburyu. 
Južna empora je v perpendicular slogu, s pahljačasto obokanim stropom, kakršen je tudi severni transept, južni pa je v dekorativnem gotskem slogu. Kor je paličasto rebrast nad normanskim delom, z apsidalno kapelo na vsaki strani. Korni obok je še posebej bogat. Vzhodno okno, v dekorativnem slogu, je delno napolnjeno z ohranjenimi srednjeveškimi vitraži. Med apsidalnima kapelama leži Marijina kapela, severno od ladje pa križni hodnik, s prostori za študij menihov. V križnem hodniku v Gloucestru so se ohranili pahljačasti oboki, ki jih je med letoma 1351 in 1377 izdelal Thomas de Cambridge.
Najbolj znan spomenik je svetišče z baldahinom kralja Edvarda II., ki je bil umorjen na bližnjem gradu Berkeley. Stavba in svetišče bogatijo obiski romarjev. V stranski kapeli je spomenik iz pobarvanega hrasta Roberta Curthosea, najstarejšega sina Vilijema Osvajalca in velikega dobrotnika samostana, ki je bil tam pokopan. Spomenika škofa Warburtona in dr. Edwarda Jennerja sta prav tako vredna omembe. 
Med letoma 1873 in 1890, ter leta 1897, je bila stolnico v veliki meri obnovil sir George Gilber Scott.

### Korne klopi
Stolnica ima šestinštirideset kornih klopi iz 14. stoletja in dvanajst zamenjanih v 19. stoletju avtorja Georga Gilberta Scotta. Obe vrsti imata širok spekter vsebin: mitologija, vsakdanji dogodki, verska simbolika in folklora.

## Orgle
Orgle so leta 1971 izdelali pri Hill, Norman & Beard. Leta 1999 so jih obnovili in določene dele nadomestili Nicholson  Malvern. Nazadnje so bile izpopolnjene leta 2010. Podrobnosti so na .
V cerkvi se izvaja letni glasbeni festival imenovan The Three Choirs Festival, ker ga imenoma gostijo še stolnice v Worcestru in Herefordu. Je najstarejši letni glasbeni festival na svetu. 

## Nagrobniki
- Osric, kralj Hwicce, verjetno sin Eanhere, prejšnjega kralja Hwicce in Osthryth, hčere Oswiu Northumbrie
- Robert Curthose, najstarejši sin Viljema Osvajalca
- Edvard II. Angleški, sedmi angleški kralj iz rodbine Plantagenet (1307–1327).
- John Wakeman, zadnji opat Tewkesburya in prvi škof Gloucestera (1541–1550).
- James Brooks, škof  Gloucestera (1554–1558).
- Richard Cheyney, škof  Gloucestera (1562–1579).
- John Bullingham, škof  Gloucestera (1581–1598).
- William Nicholson, škof  Gloucestera (1660–1672).
- Martin Benson, škof  Gloucestera (1734–1752).
- Richard Pate, posestnik in član parlamenta Gloucester.
- Thomas Machen, je bil župan Gloucestera trikrat in enkrat poslanec mesta.
- Dorothea Beale, Ravnatelj Cheltenham Ladies 'College, izobraževalni reformator in sufražist

## V popularni kulturi
Stolnica je bila uporabljena od kot lokacija za snemanje filmov Harry Potter in kamen modrosti, Harry Potter in dvorana skrivnosti in Harry Potter in Princ mešane krvi. Snemanje je povzročilo kar nekaj polemike med tistimi, ki trdijo, da je bila tema filmov neprimerna za cerkev.
V letu 2008 je bila stolnica uporabljena kot lokacija za snemanje BBC-jevega filma Doctor Who Christmas Special.
Stolnica je bila uporabljena kot lokacija za snemanje BBC-jeve TV serije "The Hollow Crown" (priredba Shakespearejevega Henrika IV. - 1 in 2 del.

## Časovnica
- leta 678–79 je bila v saksonskih časih tukaj ustanovljena majhna verska skupnost, ki jo je vodil Osric iz Hwicce. Njegova sestra Kyneburga bila prva opatinja.
- leta 1017 so bili izgnani posvetni duhovniki; samostan dobijo benediktinci.
- 1072 Serlo, prvi normanski opat, ki ga imenuje Viljem I.
- 1089 - temeljni kamen nove opatijske cerkve položi Robert de Losinga, škof Hereforda
- 1100 Posvetitev opatije sv. Petru
- 1216 Prvo kronanje kralja Henrika III.
- 1327 Pogreb kralja Edvarda II.
- 1331 Preoblikovanje v slogu perpendicular
- 1373 Križni hodnik začne graditi opat Horton, dokonča ga opat Frouster (1381–1412)
- 1420 Zahodni konec obnovi opat Morwent
- 1450 Stolp začne graditi opat Sebrok, konča ga Robert Tully.
- 1470 Marijino kapelo obnavlja opat Hanley, dokonča opat Farley (1472–1498)
- 1540 Razpustitev opatije
- 1541 kralj Henrika VIII. jo utemelji kot stolnica
- 1616–1621 William Laud opravlja funkcijo dekana Gloucestera.
- 1649–1660 Karel II. odpravi dekana in kapitelj.
- 1735–1752 Martin Benson, škof Gloucestera izvede večja popravila in spremembe v stolnici
- 1847–1873 Začetek obsežnih viktorijanskih restavratorskih del (Frederick S. Waller in Sir G. Gilbert Scott, arhitekti)
- 1953 Velik poziv za obnovo stolnice; Prenovljena
- 1968 Stolnica je v veliki meri ponovno pokrita, druga večja dela so zaključena
- 1989 900. obletnica
- 1994 Obnova stolpa končana
- 2000 Praznovanje 900. obletnice posvetitve opatije svetega Petra